# Свята Вірменії
У Вірменії відзначається велика кількість свят та пам'ятних днів. Частина з них встановлені на честь визначних подій вірменської історії, широко відзначаються релігійні та народно-релігійні свята. Державою також встановлено ряд професійних свят, свят на вшанування певних соціальних груп тощо.

## Державні свята та пам'ятні дні, що є неробочими днями
Законом Республіки Вірменії «Про свята і пам'ятні дні Республіки Вірменія» встановлено 10 свят і пам'ятних дат, які відзначаються 12 днів.
| Назва українською            | Назва вірменською                                | Дата       | Примітки |
| ---------------------------- | ------------------------------------------------ | ---------- | --- |
| Новий рік                    | Ամանոր                                           | 1 січня    | Відзначається протягом трьох днів — з 31 грудня по 2 січня (з 2010 року) |
| Різдво-Богоявлення           | Սուրբ Ծնունդ և Հայտնություն                      | 6 січня    | У 2010—2021 роках неробочими були також 3-5 січня |
| День армії                   | Բանակի օր                                        | 28 січня   | Неробочий день з 2003 року |
| Жіночий день                 | Կանանց տոն                                       | 8 березня  | Відновлено у 2001 році |
| День пам'яті геноциду вірмен | Հայոց ցեղասպանության զոհերի հիշատակի օր          | 24 квітня  | Вшановуються жертви геноциду вірмен в Османській імперії, що почався у 1915 році                                                                                                 |
| День праці                   | Աշխատանքի օր                                     | 1 травня   | Відновлено у 2001 році |
| День Перемоги та Миру        | Հաղթանակի և խաղաղության տոն Շուշիի ազատագրման օր | 9 травня   | Відзначається на позначення перемоги СРСР (частиною якого до 1991 року була Вірменія) та союзників над гітлерівською Німеччиною у 1945 році. Відновлено як неробочий у 1995 році |
| День Республіки              | Հանրապետության տոն                               | 28 травня  | Вшановується річниця Першої республіки у 1918 році. |
| День Конституції             | Սահմանադրության օր, պետական խորհրդանիշների օր    | 5 липня    | Річниця прийняття конституції на референдумі у 1995 році. |
| День Незалежності            | Անկախության տոն                                  | 21 вересня | Річниця референдуму про незалежність у 1991 році. |

Якщо свято збігається з вихідним днем, то вихідний не компенсується. Уряд може переносити робочі дні з метою збільшення тривалості неробочого періоду. В окремі роки такі перенесення відбуваються з понеділка після найбільших церковних свят, які завжди випадають у неділю:
| Назва українською                 | Назва вірменською            | Дата        | Примітки                                                                                              |
| --------------------------------- | ---------------------------- | ----------- | --- |
| Великдень                         | Զատիկ                        | дата змінна | Відзначається за модифікованим місячно-сонячним календарем в одну з неділь між 22 березня і 25 квітня |
| Вардавар (Преображення Господнє)  | Վարդավառ                     | дата змінна | Відзначається через 14 тижнів після Великодня (28 червня — 1 серпня)                                  |
| Успіння / Преображення Богородиці | Վերափոխումն Սուրբ Աստվածածնի | 15 серпня   | Відзначається у найближчу до 15 серпня неділю (12 — 18 серпня)                                        |
| Віднайдення Чесного Хреста        | Խաչվերաց                     | 14 вересня  | Відзначається у найближчу до 14 вересня неділю (11 — 17 вересня)                                      |

## Свята і пам'ятні дні, що є робочими днями
У вищезгаданому законі вказані також інші свята та пам'ятні дні, які є робочими днями (якщо не випадають на суботу чи неділю):
| Назва українською                                                      | Назва вірменською | Дата               | Примітки                                                                                          |
| ---------------------------------------------------------------------- | --- | ------------------ | ------------------------------------------------------------------------------------------------- |
| День пам'яті померлих                                                  | Սուրբ Ծննդյան և Հայտնության տոնին հաջորդող՝ Մեռելոց հիշատակի օր                                                       | 7 січня            | Відзначається наступного дня після Різдва (з 2010 року). Неробочий у 2010—2021 роках.             |
| День святого Вардананца — день добрих справ та національного обов'язку | Սուրբ Վարդանանց տոն՝ բարի գործի և ազգային տուրքի օր                                                                   | дата змінна        | Четвер за 8 тижнів до Великодня                                                                   |
| День рідної мови                                                       | Մայրենի լեզվի օր | 21 лютого          | Додано у 2005 році                                                                                |
| День пам'яті жертв різанини в АзРСР та захисту прав депортованих       | Ադրբեջանական ԽՍՀ-ում կազմակերպված ջարդերի զոհերի հիշատակի և բռնագաղթված հայ բնակչության իրավունքների պաշտպանության օր | 28 лютого          | Додано у 2005 році на вшанування жертв вірменських погромів у 1998 році та вимушених переселенців |
| День материнства та краси                                              | Մայրության և գեղեցկության օր                                                                                          | 7 квітня           | Неробочий день у 1994—2001 роках                                                                  |
| День вірменського кіно                                                 | Հայ կինոյի օր | 16 квітня          | Додано у 2019 році                                                                                |
| День платника податків                                                 | Հարկ վճարողի օր | 19 квітня          | Додано у 2021 році                                                                                |
| День громадянина                                                       | ՀՀ քաղաքացու օր | ост. субота квітня | Додано у 2019 році                                                                                |
| День Єркрапи                                                           | Երկրապահի օր | 8 травня           | Свято створення Добровольчого Союзу РВ у 1993 році. Також відомий як день звільнення Шуші         |
| День сім'ї                                                             | Ընտանիքի օր | 15 травня          | Додано у 2011 році                                                                                |
| День молоді та студентів                                               | Ուսանողների և երիտասարդների օր                                                                                        | 16 травня          | Додано у 2015 році                                                                                |
| День прав дитини                                                       | Երեխաների իրավունքների պաշտպանության օր                                                                               | 1 червня           |                                                                                                   |
| День пам'яті пригноблених                                              | Բռնադատվածների հիշատակի օր                                                                                            | 14 червня          | День вшанування жертв репресій радянської доби. Додано у 2006 році                                |
| День святого Ечміадзіна                                                | Սուրբ Էջմիածնի տոն | дата змінна        | Додано у 2001 році. Неділя через 9 тижнів після Великодня                                         |
| День знань                                                             | Գիտելիքի և դպրության օր                                                                                               | 1 вересня          |                                                                                                   |
| День національних меншин                                               | Հայաստանի Հանրապետության ազգային փոքրամասնությունների օր                                                              | 1а неділя жовтня   | Додано у 2021 році                                                                                |
| День учителя                                                           | Ուսուցչի օր | 5 жовтня           | Додано у 2010 році                                                                                |
| День перекладачів                                                      | Թարգմանչաց տոն | 2а субота жовтня   |                                                                                                   |
| День місцевого самоврядування                                          | Տեղական ինքնակառավարման օր                                                                                            | 10 листопада       | Додано у 2011 році                                                                                |
| День пам'яті землетрусів / День опору стихійним лихам                  | Երկրաշարժի զոհերի հիշատակի և աղետների դիմակայունության օր                                                             | 7 грудня           | У пам'ять жертв руйнівного землетрусу 1988 року                                                   |
| День засудження та запобігання геноцидів                               | Ցեղասպանությունների դատապարտման և կանխարգելման օր                                                                     | 9 грудня           | Ратифікація ГА ООН Конвенції про геноцид (1948)                                                   |

## Народні свята
Календар вірменських народних свят або Вірменський тонацуйц (вірм. Հայաստանի Հանրապետուտյան տոները և հիշատակի օրերը) — це річний цикл національних свят, який включає також звичаї та ритуали. Оскільки панівною релігією у вірменів є християнство, то значна частина свят має християнські корені.
До таких свят належать, наприклад, Барекендан (Масляна неділя), Меци Пагк (Великий Піст), Цахказард (Вербна неділя), Затик (Пасха), Амбарцум (Вознесіння), Різдво та ін. Загалом традиції святкування наведених вище свят схожі до аналогічних свят в інших християнських країнах, хоч мають і свої особливості.
Так, Барекендан — перше весняне свято вірменського календаря, яке святкується протягом двох тижнів перед Великим Постом. На свято було прийнято пекти млинці на маслі, пригощати ними рідних і близьких. Також під час цього свята чоловіки ходили по хатах та їх візити перетворювались на довгі бенкети. Веселились в ці дні всі: і дорослі, і діти. Цікавим є те, що у вірменів в дні святкування Масниці було прийнято порушувати етикет і моральні норми, закріплені в суспільстві. Ставились численні пародійні сценки, сатирично висміювались вади суспільства загалом, а також окремих його членів. Причому такі вистави не вважались образливими. Також у цей час було прийнято миритись і просити пробачення в тих, з ким навіть довгий час не спілкувались через непорозуміння.
Інша назва цього свята — Еді Орер — «останні зимові дні», а Барекендан означає привітання, хороші побажання природі, яка прокидається після зимового сну. На честь відродження природи також влаштовувались карнавали, які супроводжувались веселими бенкетами на полях, з яких восени хотіли зібрати хороший урожай.
В час Великого Посту — Меци Пагка — в кожному домі підвішували до стелі цибулю, яблуко чи кульку з тіста. В них встромляли сім пір'їн. Щотижня одну пір'їну знімали — так відраховували термін посту. Було прийнято вибирати чотири білих і три чорних пір'їни: білі символізували зиму і сніг, а чорні — весну і землю, що виходить з-під снігу. Вірили, що коли хтось не дотримується посту, то ці пір'їни можуть виколоти очі.
На Пасху — Затик — печуть пасочки, готують крашанки, які освячують і в церкві, а потім змагаються, розбиваючи їх. Пасху у вірменів прийнято святкувати на природі, з різними цікавими забавами, кінними змаганнями, танцями і піснями біля вогнищ. Обов'язковими стравами цього дня є плов, тушкована зелень та риба.
Через сорок днів після Пасхи наступає свято Вознесіння — Амбарцум. Ще до появи християнства цього дня вірмени святкували поєднання людини з природою, а з появою нової релігії свято сповнилось ще більшою пошаною і благоговінням. Язичницькі вірування, пов'язані з цим днем, проявляються в тому, що навіть після прийняття християнства збереглися попередні традиції. Вважалось, що в святкову ніч природа може розповісти людині всі найсокровенніші таємниці. Саме цієї ночі жінки збирали лікувальні трави, а вдень ходили в ліси та поля, щоб природа поділилась ними своєю родючістю.
Молоді дівчата цього дня ворожили: вони збирали в один глечик воду з семи джерел, пісок з гірських річок, росу та квіти. Кидали туди ж персні, ґудзики, камінці і залишали на всю ніч просто неба. Вранці дівчата вибирали квіти, плели з них вінки, найбільший з яких мав форму хреста. Потім співали і танцювали, виймаючи той предмет з глечика, який потрапляв під пальці. Таким чином вони визначали свою долю. Далі з вінком йшли до церкви, дорогою співали пісень, роздавали дітям солодощі і бажали господарям хорошого урожаю в цьому році. Після відправи у церкві до дівчат приєднувались хлопці і святкові танці та співи біля розведених багать продовжувались.
Вірмени святкують Різдво і Водохрещу одночасно — 6 січня. За Святою вечерею вони запалюють свічки, освячені цього дня у церкві. Прийнято співати колядки, прославляючи ними Христа, що народився. Також цього дня в церкві люди освячують воду, а коли приходять додому, то кидають в цю воду якийсь предмет, загадавши бажання. Вважають, що ця вода виносить з дому все горе, біди та нещастя.
Ще одним християнським святом вірменів є Матах — жертвопринесення. Головний його зміст — принесення дарів Богу та створення милості бідним. Для жертвопринесення необхідно 2 компоненти: жертовна тварина і сіль. Тварина обов'язково повинна бути чоловічої статі. Це може бути баран, бик, півень чи голуб. М'ясо не повинно залишатись на наступний день, тому коли заколюють бика, то м'ясо роздають в 40 домів, м'ясо барана — в 7 домів, півня — в 3. Якщо в жертву приноситься голуб — то його просто випускають в небо. Сіль, що використовується при ритуалі, має бути освяченою в церкві. В воді з сіллю вариться м'ясо тварини, принесеної в жертву.
Свято усіх закоханих — Терендез — у вірменів під впливом християнства набуло нового забарвлення. Воно святкується в один день із Стрітенням — 14 лютого. Основний символ свята — вогонь, має язичницьке походження. Молоді хлопці та дівчата збирають дрова для вогнищ, найголовніше з яких розпалюється біля церкви, а вже потім від нього запалюють інші.
Молодь, взявшись за руки, стрибає через вогонь. Дівчата на виданні сподіваються, що цей ритуал допоможе їм успішно вийти заміж цього року. Хлопці змагаються у спритності і сміливості.
В полум'я священного вогню викидають старі непотрібні речі, від яких хочуть позбутись, для очищення своєї оселі від зла. В кінці свята попелом вогнищ посипають поля, щоб восени зібрати з них багатий врожай.
Також ввечері напередодні свята молоді дівчата їдять дуже солені паляниці і лягають спати — з чиїх рук у сні дівчина отримає води, щоб напитись, той і стане майбутнім чоловіком.
На Новий рік прикрашене дерево є неодмінним атрибутом свята. Діти в новорічну ніч залишали біля своїх ліжечок чобітки, сподіваючись знайти в них вранці подарунки та солодощі. Дівчата ворожили на удачу: клали яйце в посудину з золою та фарбою, і якщо вранці на яйці фарби буде більше, аніж золи, то рік буде щасливим.
Прийнято було прикрашати і худобу, в основному корів та баранів. Вранці тварин виводили на подвір'я, і якщо поріг тварина переступала правою ногою — до багатого врожаю в році.
Глава сім'ї піднімав перший келих і давав усім ложку меду, щоб у новому році було багато солодких днів. Пекли також ритуальний «тарі хац» (хліб року). В нього клали квасолину, ґудзик та монетку. Сусіди ходили в гості один до одного, посипаючи дім ядрами горіхів. Також вся сім'я неодмінно ходила до церкви на святу літургію, після якої всі вітали родичів, друзів та знайомих, бажали щастя та любові в новому році.
В неділю, що наступає після 15 серпня у вірменських селах святкують День благословіння винограду. Люди приносять до церкви перші зірвані грона винограду, щоб вони були благословенні. Також це є своєрідним даром Божій Матері. В дохристиянський період такий ритуал здійснював цар чи жрець. До цього дня заборонялось зривати виноград, бо приготоване з врожаю вино могло в такому разі перетворитися на оцет.
Цього дня люди збиралися всією громадою і, взявши все необхідне для свята, йшли далеко за поселення. Вони вибирали гарну місцину на природі, де й розгорталось святкування. Дорослі накривали столи, молодь змагалась у спритності та силі. Святкування починалось опівдні: спочатку всі їли приготовані страви, куштували свіжі грона винограду, пили вино минулих врожаїв.
У другу неділю жовтня вірмени відзначають Свято врожаю. Цього дня вся громада готує бенкет із продуктів нового врожаю, накривається великий стіл просто неба, всі їдять, п'ють і веселяться під звуки народних інструментів і ритми обрядових пісень. Прийнято також освячувати овочі та фрукти у церкві, хоч своїми витоками це свято сягає ще у дохристиянські часи, коли своїми дарами люди намагались умилостивити богів.